# Elmar Pichler Rolle
Elmar Pichler Rolle (Bolzano, 26 febbraio 1960) è un politico e giornalista italiano.
Per l'anagrafe si chiama Elmar Pichler; Rolle è un soprannome che egli deve a suo padre, personaggio famoso di Bolzano, che era proprietario del negozio da barbiere Rolle in centro, rilevato poi dal fratello di Pichler Rolle.

## Biografia
È stato l'Obmann (Presidente) della Südtiroler Volkspartei dal 2004 al 2009 ed è stato vicesindaco di Bolzano dal 1995 al maggio 2005, prima della vittoria del centrodestra e il successivo commissariamento del comune, e poi nuovamente dal novembre 2005 al novembre 2008, quando è stato eletto in consiglio provinciale.
Giornalista di professione, si è formato nel quotidiano in lingua tedesca di Bolzano Dolomiten per poi passare al settimanale Zett come redattore capo, tra il 1991 e il 1995.
Fu eletto per la prima volta in consiglio comunale a 25 anni, quando guidava i giovani SVP della città. Dal 1989 al 1995 fu ininterrottamente capogruppo in consiglio del suo partito.
Dal 1995 fino al 2008 Picher Rolle era vicesindaco di Bolzano (con un breve intermezzo nel 2005) e come tale ha fatto parte della Parteileitung (paragonabile alla segreteria) della SVP.
Nel 2004 venne eletto Obmann della stella alpina, succedendo in questo ruolo a Siegfried Brugger. Ha rinunciato ad un secondo mandato
Alle elezioni comunali del maggio 2005 è stato candidato a sindaco di Bolzano, ma rimase fuori dal ballottaggio. La SVP appoggiò poi il candidato di centrosinistra e sindaco uscente Giovanni Salghetti Drioli, che fu però sconfitto da Giovanni Benussi. Alle elezioni del successivo novembre, seguite al commissariamento del comune, Pichler Rolle spinse perché il partito appoggiasse fin dal primo turno il candidato dell'Unione, Luigi Spagnolli. Per la prima volta la SVP rinunciò ad un proprio candidato sindaco del capoluogo.
In vista delle elezioni politiche del 2006, in cui ha preferito non candidarsi direttamente, ha confermato la stretta alleanza del suo partito con l'Unione sia alla Camera che al Senato.
Nelle elezioni provinciali 2008 Pichler Rolle è stato eletto nel consiglio provinciale (e regionale) dove ricopre la carica di capogruppo. L'ex capogruppo SVP nel consiglio comunale di Bolzano, Oswald Ellecosta, ha preso il suo posto di vicesindaco.
Nel 2013 si è candidato alle primarie indette dal suo partito per scegliere il nuovo candidato capolista per il consiglio della provincia autonoma di Bolzano, che si sono tenute il 21 aprile 2013, conquistando appena il 17% dei consensi (neppure sufficiente per candidarsi a consigliere), contro l'82,8% del vincitore, il sindaco di Fiè allo Sciliar e presidente del Consorzio dei Comuni altoatesini Arno Kompatscher.
Dopo il ritiro dalla scena politica, nel giugno 2014 torna al suo datore di lavoro, il gruppo Athesia, e viene da esso nominato direttore della società di gestione dell'energia funivie del ghiacciaio della Val Senales. Ha ricoperto il ruolo fino al settembre del 2017, quando è stato nominato responsabile della comunicazione di Athesia.
Il 1° marzo 2025 è subentrato a Toni Ebner alla guida del quotidiano Dolomiten.